# リタイヤメント・ホーム
リタイヤメント・ホーム（英: Retirement home）は、ある程度自立した生活が可能な高齢者を対象として運営されている入居施設。
類似商品・役務審査基準では高齢者用入所施設の一種で「介護を伴うものを除く」と定義されている。

## 形態
施設によって居住設備のみ提供する施設や食事を提供する施設など違いがある。サービスも施設により多様で、Residential Care Communities、Active-Adult Community、Senior Housing、Supportive Senior Housing、Enriched Housingなどの呼称もある。
自力で日常生活を送ることが可能な介護の必要のない高齢者を対象にした共通スペースや各種アクティビティをもつ集合住宅はインディペンデント・リビング（independent living、IL）ともいい、集合世帯のものはRetirement CommunityやActive Adult Communityに分類される施設もある。

## CCRC
コンティニュイング・ケア・リタイアメント・コミュニティ（Continuing care retirement community）は、 広大な敷地で入居者の状況に応じた継続的な医療介護サービスを提供する施設で健康が悪化しても他所に移動することなく一貫した老後の生活を送ることができるようにした施設をいう。